# Jamamadis

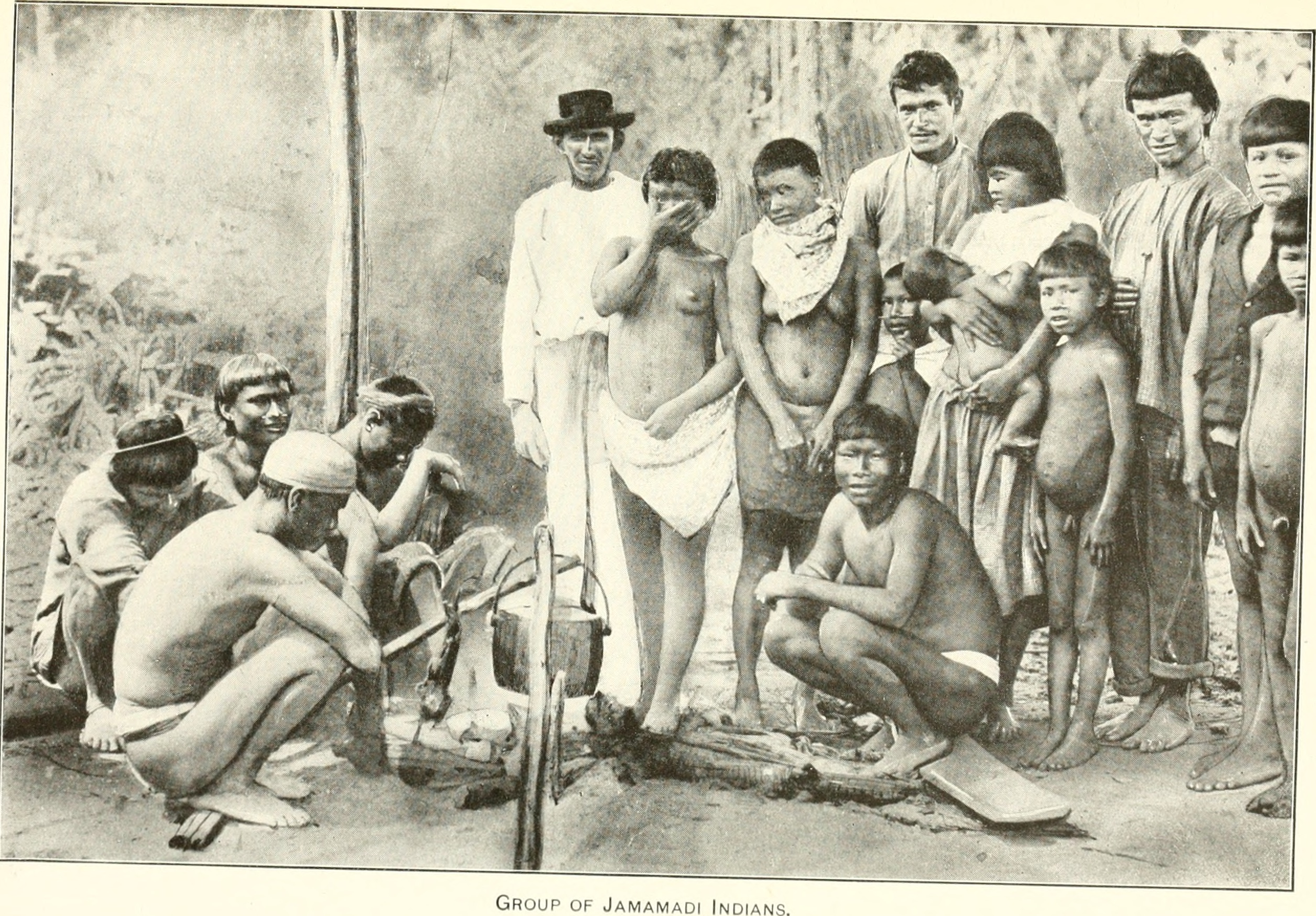
Grupo de índios Jamamadi

Os Jamamadis são um grupo indígena que habita o sul do estado brasileiro do Amazonas, mais precisamente as Áreas Indígenas Caititu, Igarapé Capana, Inauini/Teuini e Jarawara/Jamamadi/Kanamanti.
Os Jamamadis estão entre os grupos indígenas da região dos rios Juruá e Purus que, na década de 1940, sofreram os impactos do segundo ciclo da borracha, que atraiu milhares de migrantes. Com estes, vieram doenças, violentas disputas territoriais e exploração da mão de obra indígena. Desde então, os Jamamadis tiveram que esperar décadas até terem seus direitos territoriais assegurados, sendo preciso iniciar uma campanha de autodemarcação das terras, com apoio de algumas Ongs, para então conseguir a demarcação oficial, que só foi concluída em agosto de 2003.